# Challenger de Ningbo

El torneo Ningbo Open es un torneo profesional de tenis disputado en pistas duras. Pertenece al ATP Challenger Tour. Se juega desde el año 2011, en Ningbo, China.

## Palmarés

### Individuales
| Año  | Campeón         | Finalista       | Resultado     |
| ---- | --------------- | --------------- | ------------- |
| 2012 | Peter Gojowczyk | Jeong Suk-young | 6:3, 6:1      |
| 2011 | Lu Yen-hsun     | Jürgen Zopp     | 6:2, 3:6, 6:1 |

### Dobles
| Año  | Campeones                             | Finalistas              | Resultado          |
| ---- | ------------------------------------- | ----------------------- | ------------------ |
| 2012 | Sanchai Ratiwatana Sonchat Ratiwatana | Gong Maoxin Zhang Ze    | 6:4, 6:2           |
| 2011 | Karan Rastogi Divij Sharan            | Jan Hernych Jürgen Zopp | 3:6, 7:63, [13:11] |